# Marjaniwka (marjaniwśkyj starostynśkyj okruh)
Marjaniwka (ukr. Мар'янівка) – wieś na Ukrainie, w obwodzie kijowskim, w rejonie buczańskim, w hromadzie Makarów. W 2001 liczyła 812 mieszkańców.